# Kristina Owtschinnikowa
Kristina Witaljewna Owtschinnikowa (russisch Кристина Витальевна Овчинникова, engl. Transkription Kristina Ovchinnikova; * 21. März 2001 in Almaty) ist eine kasachische Leichtathletin, die sich auf den Hochsprung spezialisiert hat.

## Sportliche Laufbahn
Erste internationale Erfahrungen sammelte Kristina Owtschinnikowa im Jahr 2021, als sie an den Olympischen Spielen in Tokio teilnahm und dort mit übersprungenen 1,86 m in der Qualifikationsrunde ausschied. Im Jahr darauf verpasste sie auch bei den Weltmeisterschaften in Eugene mit 1,86 m den Finaleinzug und gewann anschließend mit 1,87 m die Bronzemedaille bei den Islamic Solidarity Games in Konya hinter den Usbekinnen Safina Saʼdullayeva und Svetlana Radzivil. 2023 gewann sie bei den Hallenasienmeisterschaften in Astana mit 1,89 m die Silbermedaille hinter ihrer Landsfrau Nadeschda Dubowizkaja. Im Juli siegte sie dann bei den Freiluftmeisterschaften in Bangkok mit einem Sprung über 1,86 m und anschließend belegte sie bei den World University Games in Chengdu mit 1,84 m den sechsten Platz. Im August schied sie bei den Weltmeisterschaften in Budapest mit 1,85 m in der Qualifikationsrunde aus. Im Oktober belegte sie bei den Asienspielen in Hangzhou mit 1,83 m den vierten Platz. 2025 belegte sie bei den World University Games in Bochum mit 1,76 m den neunten Platz.
In den Jahren 2020 und 2025 wurde Owtschinnikowa kasachische Hallenmeisterin im Hochsprung.